# Barnard College
Barnard College (Kolegium Barnarda) – założona w 1889 roku żeńska uczelnia niepubliczna w Nowym Jorku, w Morningside Heights na Manhattanie. 
Instytucja jest powiązana (partnerstwo) z Uniwersytetem Columbia, ma jednak niezależny kampus, wydziały, administrację, zarząd i finanse. Kampus zajmuje powierzchnię 4 akrów. Barnard College jest członkiem Seven Sisters, stowarzyszenia pięciu (historycznie siedmiu) żeńskich kolegiów sztuk wyzwolonych (liberal arts college) w północnej części Stanów Zjednoczonych.

## Znane absolwentki
- Cynthia Nixon – aktorka
- Lee Remick – aktorka
- Lauren Graham – aktorka
- Sarah Thompson – aktorka
- Christy Carlson Romano – aktorka
- Erinn Smart – wicemistrzyni olimpijska w szermierce
- Martha Stewart – bizneswoman i osobowość telewizyjna
- Suzanne Vega – piosenkarka
- Laurie Anderson – artystka
- Jeane Kirkpatrick – przedstawicielka Stanów Zjednoczonych przy ONZ
- Patricia Highsmith – pisarka
- Zora Neale Hurston – pisarka
- Jhumpa Lahiri – pisarka
- Ann Brashares – pisarka
- Cassandra Clare – pisarka
- Katherine Boo – dziennikarka i pisarka